# Roy Turk
Roy Turk, född 20 september, 1892 i New York, New York, död 30 november, 1934 i Hollywood, Kalifornien, var en amerikansk låtskrivare. Han samarbetade mycket med kompositören Fred E. Ahlert där Turk skrev texterna, till exempel har de skrivit låtarna "Mean to Me" som har blivit en jazzstandard och "Walkin' My Baby Back Home" som Beppe Wolgers skrev en svensk text på, som blev "Sakta vi gå genom stan". Turk blev invald till Songwriters Hall of Fame år 1970.

## Musik
Bland hans låtar (med musik av Fred E. Ahlert om inget annat anges) finns:
- 1927 - "Are You Lonesome Tonight?" (musik av Lou Handman) populariserad 1960 av Elvis Presley
- 1928 - "I'll Get By (as Long as I Have You)"
- 1928 - "Mean to Me"
- 1931 - "I Don't Know Why (I Just Do)"
- 1931 - "Walkin' My Baby Back Home"
- 1931 - "Where the Blue of the Night (Meets the Gold of the Day)" för Bing Crosby
- 1932 - "Love, You Funny Thing!"

Han har också arbetat med  kompositörer som Harry Akst, George Meyer, Charles Tobias, Arthur Johnston, Maceo Pinkard och J. Russell Robinson.